# سحلية دودية سنانية
سحلية دودية سنانية (الاسم العلمي: Amphisbaena hastata) هي نوع من الزواحف تتبع جنس السحلية الدودية من فصيلة السحالي الدودية.